# TP-Link
TP-Link је кинеска компанија која производи мрежну опрему и производе за паметне куће. Компанија је основана 1996. у Шенџену. Главно седиште TP-Link-а налази се у Наншану;  постоји мањи штаб у Ервајну.  Има подружнице које послују широм света и поседује неколико брендова, укључујући Deco, Tapo, Omada, VIGI, Aginet, Kasa Smart и Mercusys.    Компанију су истражиле владе Индије и Сједињених Држава због ризика по националну безбедност.  

## Производи
TP-Link производи укључују кабловске модеме велике брзине, мобилне телефоне, ADSL, прошириваче домета, рутере, прекидаче, IP камере, адаптере за струјне линије, сервере за штампање, медијске претвараче, бежичне адаптере, батерије за напајање, USB чворишта, паметне кућне уређаје и кућне роботе. TP-Link је такође био произвођач за Google OnHub рутер. TP-Link је производио паметне кућне уређаје са линијама Kasa Smart и Tapo.

## Производња
TP-Link производи своје производе у сопственој кући, за разлику од спољног ангажовања произвођача оригиналног дизајна. 